# ダレル・グリフィス
ダレル・スティーヴン・グリフィス（Darrell Steven Griffith, 1958年6月16日 - ）は、アメリカ合衆国ケンタッキー州ルイビル出身の元プロバスケットボール選手。身長193cm、体重86kg。ポジションはシューティングガード。NBAのユタ・ジャズで活躍し、背番号35は永久欠番となっている。ダンクを得意とし、Dr.ダンケンシュタインの愛称を持つ。

## 経歴

### 学生時代
ルイビル男子高校でバスケットボールを始め、全米の多くの大学から勧誘を受けたが、出身地のファンを喜ばせるために地元の学校であるルイビル大学を選んだ。
地元の期待を裏切ることなく、1980年のNCAA男子バスケットボールトーナメントで大学を初のチャンピオンに導いた。UCLAとの決勝では、23得点を記録し59-54での勝利に貢献し、、ファイナル・フォーで最注目選手に選ばれた。シニアシーズンには大学記録となる825得点を記録し、AP通信のオールアメリカン・ファーストチームに選ばれ、ジョン・ウッデン賞 も受賞した。ルイビル大学歴代記録となる2,333得点を残した。背番号35は1980年の活躍でに永久欠番となった。

### NBA

#### ユタ・ジャズ
1980年のNBAドラフトでユタ・ジャズから全体2位で指名を受け、. ユタ・ジャズはニューオーリンズからソルトレイクシティに本拠を移したばかりで、伝説のシューティングガード、ピート・マラビッチに代わるスタープレーヤーを求めていた。そのチャレンジに挑んだグリフィスは、ルーキーシーズンに平均20.6得点を記録し、ルーキー・オブ・ザ・イヤーに選ばれた。
1981-82シーズン、スモールフォワードのエイドリアン・ダントリーとリーグ屈指のハイスコアリング・デュオを組んだ。センターのマーク・イートンとポイントガード、リッキー・グリーンのディフェンスサポート得て、ジャズは劇的にチーム力を付け、1983–84シーズンのミッドウェスト・ディビジョンタイトルを獲得し、初のプレーオフシードを獲得した。グリフィスはオフェンスプレーを進化させ、今までのアクロバティックなプレーに加えてロングレンジショットを身に着け、36.1%のスリーポイント成功率でリーグをリードし、1シーズン最多3ポイント記録となる91を成功させた。グリフィスは新たな能力を身に着け、ユタ・ジャズの実況アナウンサーのホット・ロッド・ハンドリーはグリフィスを"ザ・ゴールデン・グリフ"と新ニックネームで呼んだ。
続く、1984–85シーズンはグリフィスにとってキャリア最高のシーズンとなッタ。キャリアハイの平均22.6得点、自身の記録更新となる92本の3ポインターを達成した。このシーズン中で、ジョーイ・ハセットの持つ歴代3ポイント成功数を抜いた。また、1984年と1985年、2年連続NBAスラムダンクコンテストに出場している。
1980年代中盤にカール・マローンとジョン・ストックトン強力なデュオの出現によりチームは劇的に変貌を遂げ、グリフィスは、チーム内での立場が変化し故障も重なり、インタビューで「"Dr.ダンケンシュタインはつけを払っている。」と語っている) 。足の疲労骨折により1985-86シーズンを全休し、復帰した時点でスターターのポジションを失っていた。更に1988年3月、左膝の手術を受け、シーズン残りを休んだ。
1988-89シーズンはスタータースポットを取り戻したものの、次のシーズンでついにそれを失い、1991年に引退するまで出場時間は減少の一途を辿った。ユタ・ジャズ一筋10年のキャリアで12,391得点を記録したことを賞してジャズは1993年12月4日、背番号35を永久欠番とした。
2012年、ルイビル大学学長の特別アシスタントに就任した。